# Tentamen Dispositionis Plantarum Germaniae
Tentamen Dispositionis Plantarum Germaniae (abreviado Tent. Disp. Pl. German.) es un libro con ilustraciones y descripciones botánicas que fue escrito por el naturalista alemán Moritz Balthasar Borkhausen y publicado en el año 1792 y reeditado en 1809, con el nombre de Tentamen dispositionis plantarum Germaniae seminiferarum secundum new fact methodum A staminum situ proportione.